# LNG-Terminal Świnoujście

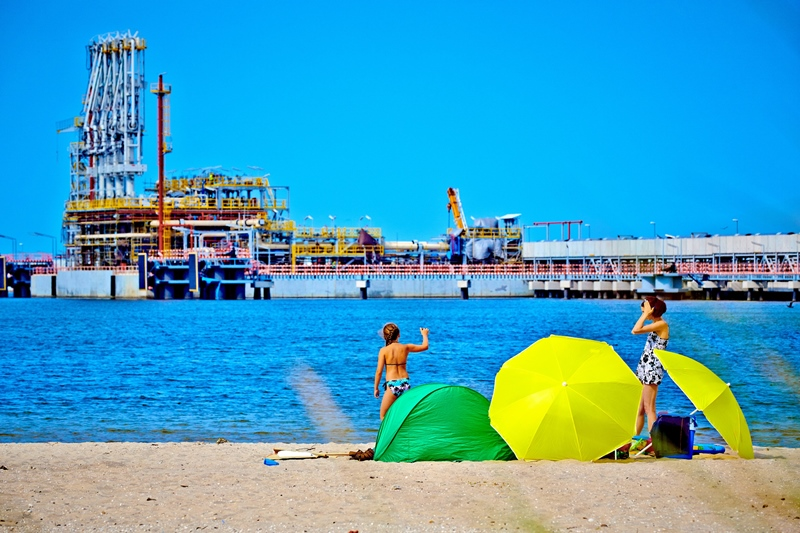
Terminal vom Strand aus gesehen

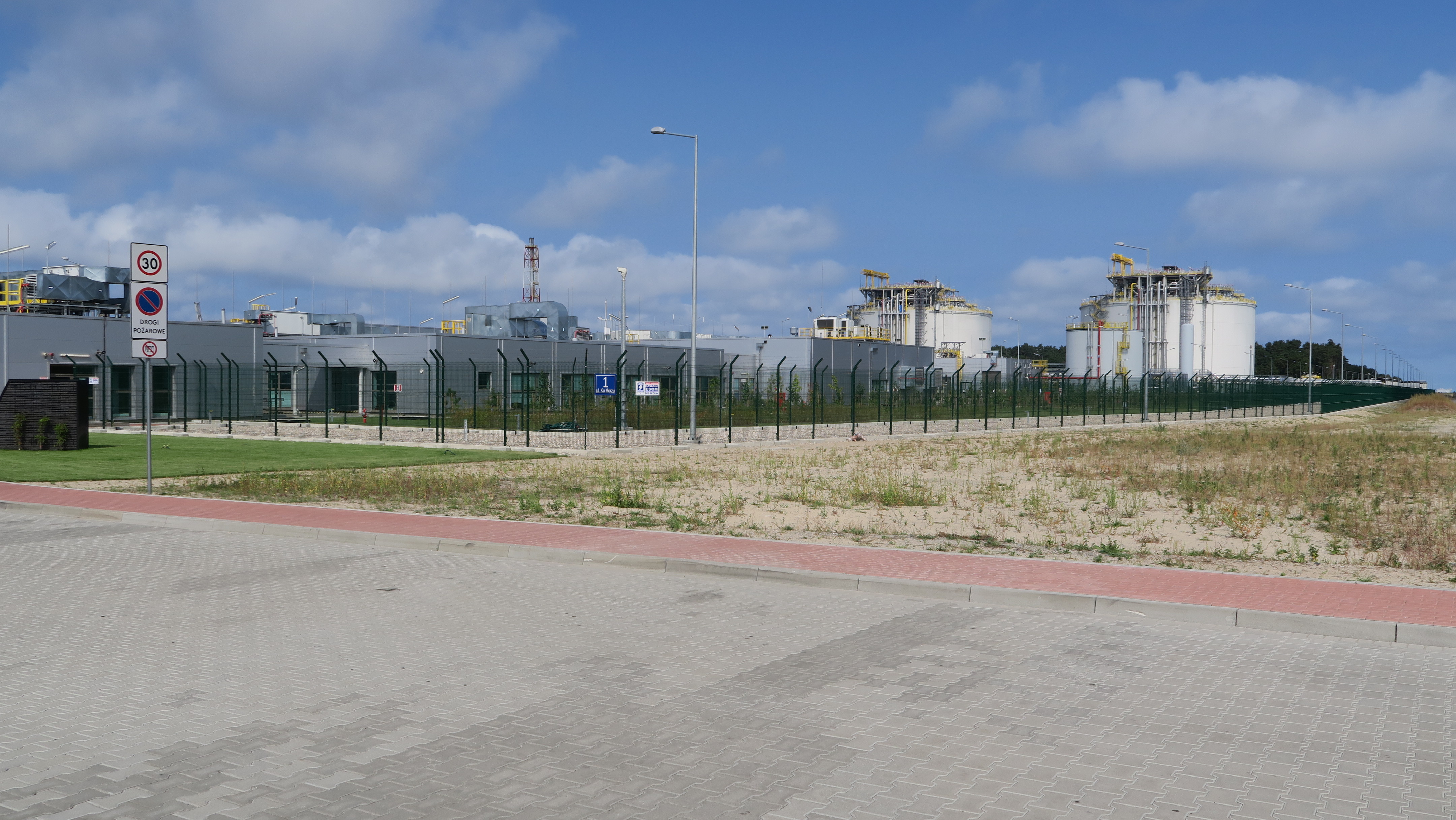
Eingang zur Anlage

Das LNG-Terminal „Präsident Lech Kaczyński“ Świnoujście ist ein Importterminal für Flüssigerdgas am polnischen Ostseehafen Świnoujście (Swinemünde).

## Planung und Bau
2009 wurde der Bau mit dem „Gesetz über ein Flüssiggasterminal“ beschlossen. Das Projekt wurde von der PGNiG begonnen und später von Polskie LNG weitergeführt. Die Baukosten waren mit 950 Mio. Euro angesetzt.
Die Anlagen wurden von SNC Lavalin geplant. 2011 begannen die Bauarbeiten, die Eröffnung wurde mehrfach verschoben. Am 11. Dezember 2015 legte der erste LNG-Tanker in Swinemünde an.

## Wiederverdampfung
Das Terminal ist für die Wiederverdampfung von bis zu 5 Mrd. m³ Erdgas pro Jahr mit der Möglichkeit der Erhöhung der Kapazität auf bis zu 7,5 Mrd. m³ ausgelegt. Es sollen zwei Tanks mit 160.000 m³ gebaut werden. Aufgrund der niedrigen Temperatur der Ostsee kann deren Wasser nicht zur Wiederverdampfung des Flüssiggases verwendet werden. Stattdessen werden SCV-Verdampfer (von englisch submerged combustion vaporiser) verwendet, bei denen das Flüssiggas im Wasserbad von einem Gasbrenner erhitzt wird, der etwa 1,4 % des anfallenden Gases verbraucht.

## Hafenausbau
Für das neue LNG-Terminal wurde nordöstlich der bestehenden Hafenanlagen an der Świna in Swinemünde ein neuer Außenhafen in die Ostsee gebaut, der von dieser durch eine neue Mole getrennt wird. Um Schiffen der Q-Flex-Klasse mit 216.000 m³ Tankvolumen und einer Länge von 315 m das Anlegen zu ermöglichen, wurde die Fahrrinne und das neue Hafenbecken (Port Zewnętrzny) auf bis zu 14,5 m vertieft.

## Gaslieferungen und Import für Drittländer
Mit der Fa. Qatargas aus dem Katar wurde ein Vertrag über die Lieferung von einer Mio. Tonnen Flüssigerdgas zu etwa 550 Mio. US-Dollar jährlich von 2014 bis 2034 abgeschlossen; die erste Lieferung sollte ursprünglich zwischen Juni und Dezember 2014 stattfinden.
Überschüssige Kapazität könnte Importgas für Drittländer aufnehmen, z. B. für Dänemark über die Gasleitung Baltic Pipe oder für Deutschland über eine neue Leitung Richtung Lubmin zur OPAL oder ins bestehende Netz Richtung Frankfurt zur JAGAL exportiert werden.